# الأنقرياب
الأنقرياب هم قبيلة من قبائل العبدلاب في السودان التي تنتسب إلى رفاعه من جهينه وهم ينتسبون الى الاشراف 

## نسبهم
- هم بنو إدريس بن بن عبد الله جماع، وأنجب إدريس من الأولاد:

1. الصقر
2. عبد الدائم
3. عسيلي
4. وديدي

## ديارهم
يسكن الانقرياب في المنطقة ارتولي جنوبا حتي مبيركة شمالا وبالضفة الغربية للنيل من الباوقة جنوبا حتى فتوار شمالا.

## حكم إدريس جد الانقرياب
حكم ادريس بن عبد الله جماع حكم امارة راس الوادي بتعين من اخوة الشيخ عجيب المانجلك وحين عزم الشيخ عجيب علي حرب قبيلة الحداربة بشرق السودان ذهب معه ادريس للحرب ومعة فرح الميرفابي وبعد انتهاء الحرب تم عزل ادريس وتعين فرح بدلا عنه. تم استدعاء ادريس الي قري حاضرة العبدلاب فرفض وهنا خاف فرح من النزاع بينة وبين ادريس فجاء الية وقاسمة الامارة فكان نصيب ادريس المنطقة الممتدة من محطة العبيدية جنوبا حتي الكربة شمالا ومثلها بالضفة الغربية تولي بعد ادريس ابنه الصقر ثم ال الحكم للكاسراب.